# Vámospércs
Vámospércs è una città dell'Ungheria di 5.477 abitanti (dati 2001). È situata nella contea di Hajdú-Bihar.